# Fulbe
Els fulbe, fula, fulani o peul (ful: Fulɓe; francès: Peul; haussa: Fulani; portuguès: Fula; wòlof: Pël; bambara: Fulaw) són un poble africà que viu entre el Sudan i el Senegal, estan presents en tots els estats costaners (Senegal, Gàmbia, Guinea Bissau, Guinea-Conakry, Costa d'Ivori, Ghana, Togo, Benín, Libèria, Sierra Leone, Nigèria i Camerun) i al Sahel. Parlen la llengua ful. Formen una societat de pastors (tot i que, avui dia, molts viuen en centres urbans i són comerciants), de caràcter patriarcal.
Una proporció significativa d'ells, (uns 13 milions), són nòmades, en el major grup nòmada pastoral al món. Es troben repartits entre molts països principalment a Àfrica Occidental i parts del nord d'Àfrica central, però també al Sudan i Egipte.

## Etimologia
Els fulbe són un dels pobles que més denominacions rep. S'autodenominen fulbe (en singular: pullo o foulah), encara que està difós el nom fulani que els donen els hausses i els pobles del Sàhara, així com els exploradors i etnògrafs de parla anglesa. També és freqüent la denominació fulbe que els donen els malinkes i la de peul que li han donat els wòlofs, la qual van adoptar els exploradors i etnògrafs de parla francesa.

## Característiques físiques
Els fulbe, malgrat ser classificats en el complex de pobles sudanesos, no comparteixen massa característiques físiques amb aquests. Generalment, la seva pell és color caoba clar, la seva complexió espigolada, el nas recte o ganxut (mai aplatat), els ulls ametlats i el pèl fi, no tan rinxolat com les tribus veïnes.

## Origen
S'han plantejat moltes hipòtesis sobre l'origen d'aquesta ètnia. A causa de les citades característiques físiques, a més de per les manifestacions artístiques, estem parlant d'un poble eminentment mestís. Molts han plantejat la hipòtesi que els fulbe procedeixin de fora del continent africà. Alguns els situen al sud del Caucas, altres a la zona de l'actual Iemen.

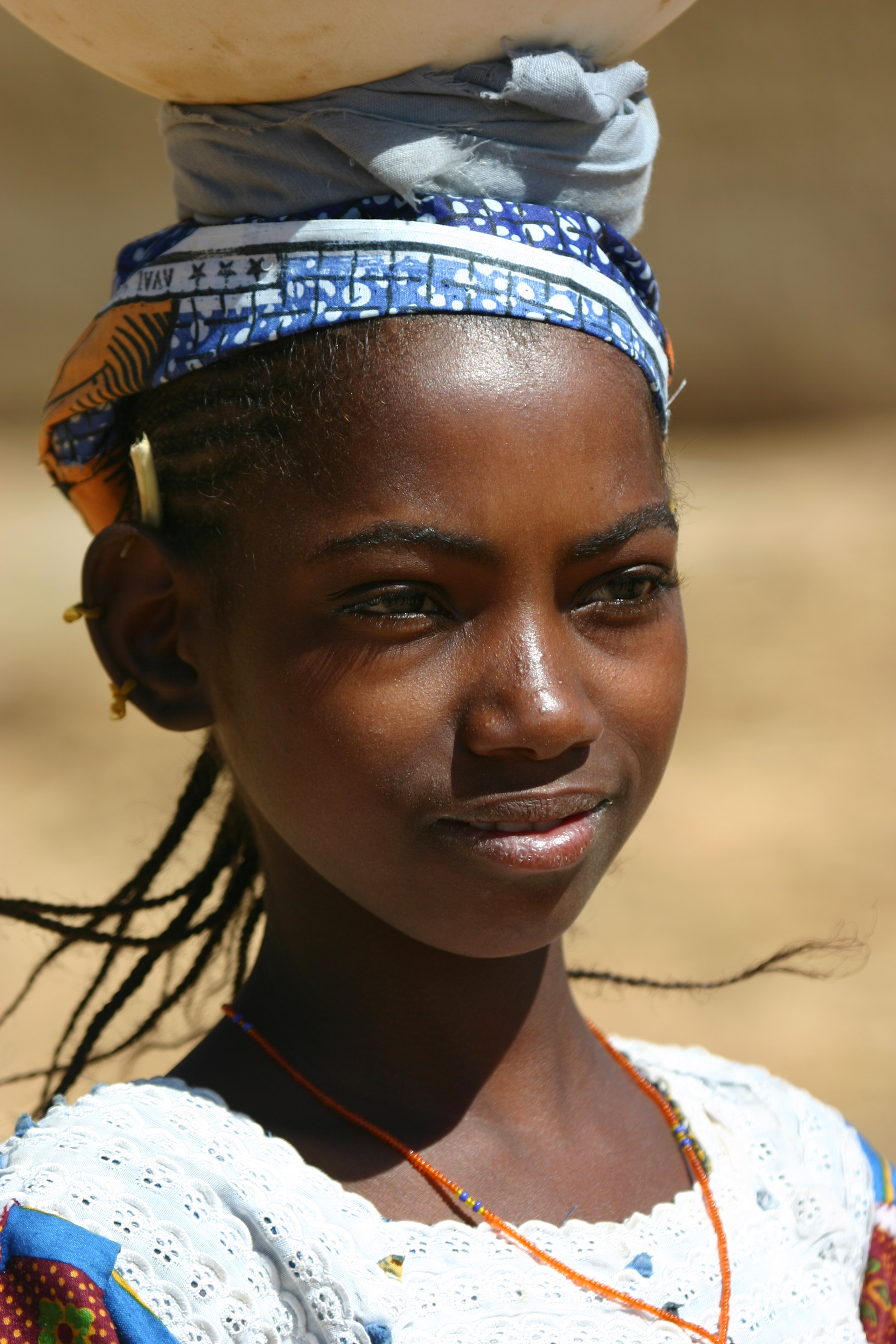
Noia peul o fulani.

No obstant això, els fulbe posseeixen una llengua classificada dins del grup lingüístic nigerocongolès —encara que altres els englobarien en el grup afroasiàtic juntament amb llengües més properes a ells, com el hausa o l'amazic. Així doncs, molts situarien els seus orígens als marges del Nil; altres opinen que aquest poble és el resultat d'un mestissatge entre pobles sudanesos i nòmades del Sàhara.
Altres es reafirmen novament en la seva teoria que venen de fora d'Àfrica, argumentant que van adoptar una nova llengua en arribar a les terres del Fouta Djalon, possiblement dels autòctons d'aquestes terres. Així i tot, cap d'aquestes hipòtesis arriba a ser concloent. A més, aquesta ètnia s'ha anat barrejant amb els pobles que hi havia al seu al voltant, la qual cosa dificulta més encara elaborar una hipòtesi. Socialment, per a un africà tenir un avantpassat fulbe sol ser sinònim de distinció i fins i tot de prestigi.

## Subgrups
| Principals subgrups fulbe, grups de clúster i varietat dialectal |                                                                  |            |                                                                    |
| Fulbe Adamawa                                                    | Nigeria Cameroon Chad Central African Republic Sudan             | Oriental   | Fulfulde Adamawa (Fombinaare)                                      |
| Fulbe Mbororo                                                    | Nigeria Cameroon Chad Central African Republic Sudan Niger Gabon | Oriental   | Fulfulde Sokoto (Woylaare) & Adamawa (Fombinaare)                  |
| Fulbe Bagirmi                                                    | Central African Republic Chad                                    | Oriental   | Fulfulde Adamawa (Fombinaare) & Bagirmi                            |
| Fulbe Sokoto                                                     | Nigeria Niger                                                    | Eastern    | Fulfulde Sokoto (Woylaare)                                         |
| Fulbe Gombe                                                      | Nigeria                                                          | Oriental   | Fulfulde Sokoto (Woylaare) - Adamawa (Fombinaare) Transitional     |
| Fulbe Borgu                                                      | Nigeria Benin Togo                                               | Central    | Fulfulde Borgu & Western Niger (Jelgoore)                          |
| Fulbe Jelgooji                                                   | Mali Niger Burkina Faso                                          | Central    | Fulfulde Western Niger (Jelgoore) & Massina (Massinakoore)         |
| Fulbe Massina                                                    | Mali                                                             | Central    | Fulfulde Massina (Massinakoore)                                    |
| Fulbe Nioro                                                      | Mali Senegal Mauritania                                          | Western    | Pulaar - Fulfulde Fuua Tooro - Massina (Massinakoore) Transitional |
| Fulbe Futa Jallon                                                | Guinea Guinea Bissau Sierra Leone                                | Western    | Pular Fuuta Jallon                                                 |
| Fulbe Futa Tooro                                                 | Senegal Mauritania                                               | Occidental | Pulaar Fuuta Tooro                                                 |
| Fulbe Fuladu                                                     | Senegal Guinea Bissau Gambia                                     | Occidental | Pulaar - Pular Fuuta Tooro - Fuuta Jallon Transicional             |

## Història

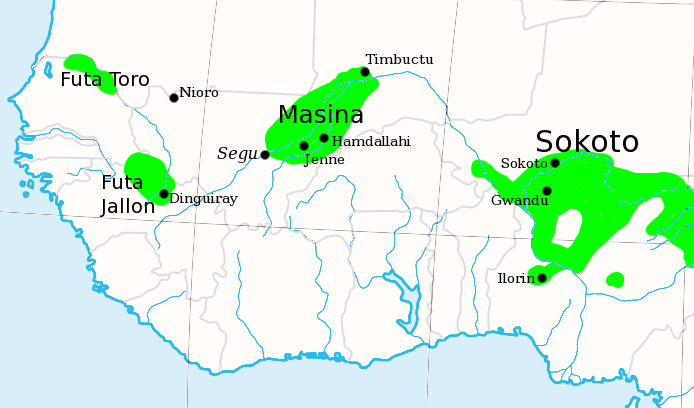
Els estats fulbe

Uns dos mil anys aC, pastors camites d'Etiòpia van moure's cap a l'occident travessant el desert amb els seus ramats de bestiar. Al segle xi, es van fixar a Futa Toro (Senegal). Amb l'enfonsament de l'Imperi de Ghana, van progressar a l'est per Dhombogo i Kaarta, on es van establir alguns clans; altres clans es van barrejar amb els mandingues i originaren els fulanke; el grup principal va restar a Kaniagan, al sud de Bagana, fins al segle xv, quan van marxar a Macina dirigits per Maga Diallo. Una fracció es va instal·lar a Bakounou, i una altra va arribar a la part nord del llac Debo, va creuar el Níger a Say i es va instal·lar a Sokoto, i alguns grups van seguir fins al modern Adamawa. Del grup de Macina, van sortir després grups que es van establir a Liptako, Futa Djalon (Guinea-Conakry) i al país dogon entre els segles xvi i xviii.
L'estat fulbe més important fou l'Imperi de Macina (1810-1940) iniciat amb Ahmadu I, que va ser destruït el 1862 pels tekrurs d'Al Hadj Omar (Hagg Umar).
A Nigèria, en concret al Regne de Gober (un dels set estats hausses), els fulanis, dirigits per Osman Dan Fodio (nascut el 1754), un musulmà oposat al rei de Gober, va predicar la guerra santa i va derrotar les tropes reials el 21 de juny del 1804 i es va fer proclamar Sarki n'Musulmi ('comandant dels creients'). Va estendre la seva autoritat a Kano i va sotmetre els principats hausses de Katsina, Kebbi, Nupe, Zaria i Liptako. Va ser el fundador del soldanat de Sokoto, del qual es va segregar la part occidental amb capital a Gwandu. La crida d'Osman Dan Fodio a la guerra santa fou seguida a altres llocs i sota la seva bandera verda es van fundar estats musulmans a Hadeida, Adamawa, Gombe, Katagum, Nupe, Ilorin, Daura i Bauchi, tots els quals reconeixien la preeminència de Sokoto; l'emirat d'Adamaua en fou el més important, i finalment se'l van repartir anglesos i alemanys el 1900, i va quedar la major part en poder del britànics, a la Nigèria del Nord, que també van posar sota el seu protectorat la resta dels estats (1903).